# خوزه ماریا فورکه
خوزه ماریا فورکه (اسپانیایی: José María Forqué‎؛ ۸ مارس ۱۹۲۳ – ۱۷ مارس ۱۹۹۵) یک کارگردان و فیلم‌نامه‌نویس اهل اسپانیا بود.
آکادمی فیلم اسپانیا در سال ۱۹۵۵، به پاس‌داشتِ یک عمر فعالیت هنری، یک جایزه گویای افتخاری به او اهدا نمود.
همچنین در سال ۱۹۹۶، انجمن تهیه‌کنندگان و تولیدکنندگان هنرهای صوتی‌تصویری اسپانیا، جایزه‌ای را به نام «جایزه فیلم خوزه ماریا فورکه» به افتخار او ایجاد نمود که همه ساله، به بهترین اثر هنری تولیدشدهٔ در سال گذشته در اسپانیا، اهدا می‌شود.

## گزیدهٔ آثار

### سینما
- نکسوس ۲۴۳۱ (۱۹۹۳)
- یک زوج… متفاوت (۱۹۷۴)
- تاروت (۱۹۷۳)
- آن سوی آینه (۱۹۷۳)
- تندیس (۱۹۷۰)
- گناهان زناشویی (۱۹۶۸)
- وسوسهٔ ناخوش‌آیند (۱۹۶۸)
- یک‌کمی به من عشششق بده!
- شیطان زیر بالش (۱۹۶۷)
- یک میلیون در سطل زباله (۱۹۶۷)
- بیوه‌ها (۱۹۶۶)
- مرگ را به چشم دیده‌ام (۱۹۶۵)
- من ۱۷ ساله هستم (۱۹۶۴)
- مرگ هم به سفر می‌رود (۱۹۶۴)
- تعطیلات ایوِت (۱۹۶۴)
- گاوبازی (۱۹۶۳)
- بازی حقیقت (۱۹۶۳)
- واقعهٔ ۷۰۳ (۱۹۶۲)
- جستجو برای مونیکا (۱۹۶۲)
- سرقت در ساعت ۳ (۱۹۶۲)
- شاید شما یک قاتل باشید (۱۹۶۱)
- ماریبل و خانوادهٔ عجیبش (۱۹۶۰)
- ۰۹۱، پلیس صحبت می‌کنه (۱۹۶۰)
- شب و بامداد (۱۹۵۸)
- عمل وحشیانه (۱۹۵۸)
- آنکه خدا او را می‌بخشد (۱۹۵۷)
- سفیران در جهنم (۱۹۵۶)
- لژیونِ سکوت (۱۹۵۶)
- یک روزِ هدررفته (۱۹۵۴)
- شیطان فلوت می‌نوازد (۱۹۵۴)
- مه و خورشید (۱۹۵۱)
- ماریا مورنا (۱۹۵۱)

### تلویزیون
- رامون کاخال (۱۹۸۲)

## جوایز
- برندهٔ جایزهٔ ملی فیلم اسپانیا (۱۹۹۴)
- برندهٔ جایزه افتخاری گویا (۱۹۹۴)
- برندهٔ جایزهٔ ویژهٔ هیئت داوران (خرس نقره‌ای) بابت کارگردانی فیلم «آنکه خدا او را می‌بخشد» در ۷مین دوره جشنواره بین‌المللی فیلم برلین (۱۹۵۷)